# Ma' Rosa
Ma' Rosa é um filme de drama filipino de 2016 dirigido e escrito por Brillante Mendoza. Foi selecionado como representante de seu país ao Oscar de melhor filme estrangeiro em 2017.

## Elenco
- Jaclyn Jose - Rosa
- Julio Diaz - Nestor
- Baron Geisler - Sumpay
- Jomari Angeles - Erwin
- Neil Ryan Sese - Olivarez
- Mercedes Cabral - Linda
- Andi Eigenmann - Raquel
- Mark Anthony Fernandez - Castor
- Felix Roco - Jackson
- Mon Confiado - Sanchez
- Maria Isabel Lopez - Tilde